# 市ノ瀬加那
市ノ瀬 加那（いちのせ かな、1996年12月20日 - ）は、日本の女性声優。北海道帯広市出身。シグマ・セブン所属。

## 経歴
小学生くらいの頃からアニメを24時間放送していたテレビのチャンネルを暇さえあれば観ているような生活を送っていた。
アニメが好きな子供だったが、より熱が入り始めたのは中学1、2年生くらいの時に『テニスの王子様』を大好きになったことがきっかけである。元々『週刊少年ジャンプ』の連載漫画原作のアニメが好きであり、子供の時から『銀魂』を見ており、兄の影響もあり『ドラゴンボール』や『HUNTER×HUNTER』など主に『週刊少年ジャンプ』の連載漫画原作のアニメを見ることが多かったという。小学生くらいの頃にもテレビアニメ『テニスの王子様』を観てはいたが、その時は好きくらいだった。グッズを買うまでは行っていなかったが、中学生の頃に、『テニスの王子様』を観ていたところキャラクターたちのカッコよさに純粋に惹かれ、大好きになったという。市ノ瀬の愛猫のヒマラヤンのるぴんの名前は『テニスの王子様』の主人公、越前リョーマの愛猫のカルピンから由来する。
声優になろうと思ったきっかけはアニメが大好きになってから、「何かアニメに関わる職業に就きたいな」と考えるようになり、進路を考える時にそれに繋がるような学校のオープンキャンパスに通うようになっていた。
そのうちの一回で、声優コースのオープンキャンパスに参加していた時、自己紹介で名乗った瞬間、講師から「それ、地声？」と尋ねられ、「そうです」と答えていたところ、「すごく向いていると思う」と言われ、声優になりたいと強く考えるようになったと語る。
札幌スクールオブミュージック&ダンス専門学校出身。「第6回 シグマ・セブン声優オーディション2015」に合格、2016年4月に事務所に入所。
2018年1月より放送のテレビアニメ『ダーリン・イン・ザ・フランキス』のイチゴ役で初のメインキャストを務める。
2018年10月、超!A&G+とAG-ON Premiumで配信している『ラジオどっとあい』第76代目パーソナリティーに選ばれる。
2019年4月、テレビアニメ『Fairy gone フェアリーゴーン』のマーリヤ・ノエル役で初主演を果たす。
2021年3月、第15回声優アワードにて新人女優賞を受賞。同年11月1日付で「シグマ・セブンe」から「シグマ・セブン」へ移籍。
2024年3月、第18回声優アワードにて主演声優賞を受賞。

## 人物
趣味は一人旅、スカイウォッチング、映画鑑賞。小・中学生時代にバスケットボールをやっており、現在も特技としている。
危険物取扱者丙種、プレゼンテーション作成検定3級、日本語ワープロ検定3級、情報処理技能検定2級、パソコンスピード認定3級の資格を所持している。
外食に行くと席の場所を気にするほどの左利きだが、スポーツについては右利き。

## 出演
太字はメインキャラクター。

### テレビアニメ
2016年
- アイカツスターズ!（生徒）

2017年
- 時間の支配者（女子B、踊り子B）

2018年
- ダーリン・イン・ザ・フランキス（イチゴ）
- クラシカロイド（女子中学生B）
- PERSONA5 the Animation（女子生徒B）
- 色づく世界の明日から（風野あさぎ）
- アイカツフレンズ!（熊野ちほり）

2019年
- かぐや様は告らせたい〜天才たちの恋愛頭脳戦〜（2019年 - 2023年、四条眞妃） - 3シリーズ + 特別編
- ブギーポップは笑わない（織機綺）
- 盾の勇者の成り上がり（2019年 - 2023年、貴族、魔導士） - 2シリーズ
- スター☆トゥインクルプリキュア（2019年 - 2020年、生徒、セレブ、女性、女子生徒、女性客 他）
- Fairy gone フェアリーゴーン（マーリヤ・ノエル） - 2シリーズ
- キャロル&チューズデイ（チューズデイ）
- ひとりぼっちの○○生活（倉井佳子、男子小学生）
- 女子高生の無駄づかい（葬儀屋）
- Dr.STONE（2019年 - 2025年、小川杠） - 5シリーズ + 特別編
- 戦姫絶唱シンフォギアXV（エルザ）
- かつて神だった獣たちへ（ミリエリア）
- ダンベル何キロ持てる?（女学院生）
- あんさんぶるスターズ!（氷鷹北斗〈幼少時代〉）

2020年
- number24（すず）
- 推しが武道館いってくれたら死ぬ（玲奈）
- GRANBLUE FANTASY The Animation Season 2（マイラ）
- 社長、バトルの時間です!（ユトリア）
- ミュークルドリーミー（2020年 - 2022年、沢村百合、ちあ） - 2シリーズ
- グレイプニル（吉岡千尋）
- モンスター娘のお医者さん（コティングリー・ブラットフォード6世、ハーピーD）
- ゴールデンカムイ（2020年 - 2022年、エノノカ） - 2シリーズ
- 魔法科高校の劣等生 来訪者編（レイチェル）
- ラブライブ!虹ヶ咲学園スクールアイドル同好会（2020年 - 2022年、生徒会書記） - 2シリーズ
- アクダマドライブ（妹）

2021年
- 弱キャラ友崎くん（2021年 - 2024年、神前真央） - 2シリーズ
- Re:ゼロから始める異世界生活（アンネローゼ・ミロード）
- ホリミヤ（女子高校生）
- ひげを剃る。そして女子高生を拾う。（荻原沙優）
- 聖女の魔力は万能です（2021年 - 2023年、アイラ〈御園愛良〉） - 2シリーズ
- ラブライブ!スーパースター!!
- 境界戦機（2021年 - 2022年、紫々部シオン） - 2シリーズ

2022年
- ハコヅメ〜交番女子の逆襲〜（少女）
- 乙女ゲー世界はモブに厳しい世界です（オリヴィア）
- くノ一ツバキの胸の内（タチアオイ）
- 恋は世界征服のあとで（ドローンラビット）
- オーバーロードIV（フィース）
- メイドインアビス 烈日の黄金郷（マアアさん）
- Extreme Hearts（ミシェル・イェーガー）
- カードファイト!! ヴァンガード will+Dress（友人）
- 機動戦士ガンダム 水星の魔女（2022年 - 2023年、スレッタ・マーキュリー、エリクト・サマヤ） - 2シリーズ
- Do It Yourself!! -どぅー・いっと・ゆあせるふ-（ぷりん〈須理出未来〉、ポチ）
- 後宮の烏（葉倩城）
- クールドジ男子（同級生女子）
- ぼっち・ざ・ろっく!（ひとりのファン1号、ライブの観客）
- うる星やつら (2022)（女子）
- 農民関連のスキルばっか上げてたら何故か強くなった。（リネア・マグネル）

2023年
- 文豪ストレイドッグス（女優B）
- あやかしトライアングル（花奏すず）
- シュガーアップル・フェアリーテイル（ルスル・エル・ミン） - 2シリーズ
- 虚構推理 Season2（沖丸美）
- 贄姫と獣の王（マリア）
- 江戸前エルフ（小伊万里いすず）
- 七つの魔剣が支配する（マックリー）
- 冒険者になりたいと都に出て行った娘がSランクになってた（セレン・ボルドー）
- 葬送のフリーレン（2023年 - 2024年、フェルン）
- 陰の実力者になりたくて! 2nd season（ナツ）
- オーバーテイク!（悠 幼少期）
- 16bitセンセーション ANOTHER LAYER（神山）

2024年
- 最強タンクの迷宮攻略〜体力9999のレアスキル持ちタンク、勇者パーティーを追放される〜（ルナ）
- アンデッドアンラック（ライラ）
- 魔王の俺が奴隷エルフを嫁にしたんだが、どう愛でればいい?（ネフェリア〈ネフィ〉）
- ヴァンパイア男子寮（山本美人）
- なぜ僕の世界を誰も覚えていないのか?（リンネ）
- NieR:Automata Ver1.1a（三号）
- 菜なれ花なれ（愛江田毬）
- 君は冥土様。（雪の妹 / フゥア、少女）
- 新テニスの王子様 U-17 WORLD CUP SEMIFINAL（ビスマルク〈幼少期〉）

2025年
- ハニーレモンソーダ（石森羽花）
- メダリスト（狼嵜光）
- 不遇職【鑑定士】が実は最強だった（アリス）
- アオのハコ（守屋菖蒲）
- 花は咲く、修羅の如く（曇美咲）
- 紫雲寺家の子供たち（紫雲寺ことの）
- ＃コンパス2.0 戦闘摂理解析システム（ルルカ）
- 最強の王様、二度目の人生は何をする?（テシア・エラリス）
- 真・侍伝 YAIBA（ナマコ男）
- 完璧すぎて可愛げがないと婚約破棄された聖女は隣国に売られる（エリザベス）
- わたしが恋人になれるわけないじゃん、ムリムリ!（※ムリじゃなかった!?）（琴紗月）
- Turkey!（五代利奈）
- 対ありでした。 〜お嬢さまは格闘ゲームなんてしない〜（夜絵美緒）

### 劇場アニメ
- 天気の子（2019年、佐々木巡査[67]）
- 映画 スター☆トゥインクルプリキュア 星のうたに想いをこめて（2019年、女の子）

### OVA
- 機動戦士ガンダム 水星の魔女 PROLOGUE（2022年、エリクト・サマヤ[68]）
- コードギアス 奪還のロゼ（2024年、カリス・アル・ブリタニア[69]）

### Webアニメ
- おしえて北斎! -THE ANIMATION-（2021年、横山たいこ、麗子）

### ゲーム
2017年
- アカシックリコード（“DragooN”趙雲）
- クイズRPG 魔法使いと黒猫のウィズ（セリーヌ・エヴァンス、山本らいか）

2018年
- グリムノーツ Repage（エレナ・ウィスルト、人魚姫）
- 白猫テニス（ミューエ・ヴァイス）
- きららファンタジア（2018年 - 2020年、二条臣）

2019年
- アズールレーン（バンカー・ヒル、タイコンデロガ）
- ファイナルファンタジーXIV: 漆黒のヴィランズ（リーン）
- アークザラッド R（トロア）
- 社長、バトルの時間です!（ユトリア）
- 星鳴エコーズ（佐藤ふゆこ）
- マギアレコード 魔法少女まどか☆マギカ外伝（古町みくら）
- RELEASE THE SPYCE secret fragrance（アミィ / アルム）

2020年
- ＃コンパス 戦闘摂理解析システム（魔法少女ルルカ）
- 白猫プロジェクト（エスカ）
- 戦姫絶唱シンフォギアXD UNLIMITED（エルザ）
- ドールズフロントライン（Mk 12、スカウト）
- SAMURAI SPIRITS（公孫離） - DLC追加キャラクター
- フードファンタジー（エンドウ豆羊かん）
- ラブライブ! スクールアイドルフェスティバル ALL STARS（2020年 - 2022年、佐藤左月）
- アクション対魔忍（花咲夜空）

2021年
- 少女キャリバー.io（雷上動）
- 神田アリス も 推理スル。（神田アリス）
- ファミコン探偵倶楽部 うしろに立つ少女（浅川しのぶ）
- WAR OF THE VISIONS ファイナルファンタジー ブレイブエクスヴィアス 幻影戦争（ヴェルヌ）
- グランブルーファンタジー（2021年 - 2025年、ネハン〈幼少期〉、シュクラ）
- フィギュアストーリー（ヨランダ、酒井唯）
- 月姫 -A piece of blue glass moon-（翡翠）
- レッド：プライドオブエデン（ドロイア）
- MELTY BLOOD: TYPE LUMINA（2021年 - 2022年、翡翠、ネコアルク）
- NieR Re[in]carnation（女子高校生）
- SHAMAN KING ふんばりクロニクル（ミリシラ）

2022年
- Deemo II（ファトマ、アーブル）
- パズルガールズ（如月）
- ユグドラ・レゾナンス（ナージャ）
- インフィニティソウルズ（桜木花乃）
- #コンパス ライブアリーナ（2022年 - 2023年、ルルカ）
- SDガンダム バトルアライアンス（2022年 - 2023年、サクラ・スラッシュ、スレッタ・マーキュリー）
- ブラウンダスト（2022年 - 2023年、デーヴィー、イチゴ）
- ドルフィンウェーブ（都条みちる）
- メメントモリ（ミミ）
- ゴエティアクロス（ノヴァ）
- 機動戦士ガンダム アーセナルベース（スレッタ・マーキュリー、エリクト・サマヤ）
- LINE: ガンダム ウォーズ（スレッタ・マーキュリー）

2023年
- モンスターストライク（2023年 - 2024年、スレッタ・マーキュリー、フェルン、星霜）
- パズル&ドラゴンズ（スレッタ・マーキュリー）
- 機動戦士ガンダム U.C. ENGAGE（スレッタ・マーキュリー）
- アリス・ギア・アイギス（2023年 - 2024年、駒添絵伝）
- 機動戦士ガンダム エクストリームバーサス2（2023年 - 2025年、スレッタ・マーキュリー、エリクト・サマヤ） - 2作品
- アイドルマスター シンデレラガールズ スターライトステージ（2023年 - 2024年、ライラ）

2024年
- あんさんぶるスターズ!! Music / Basic（氷鷹北斗〈幼少期〉） - 2作品
- 共闘ことばRPG コトダマン（ファン1号）
- 幻想ヴァルキューレ（博麗霊夢、ヴォルヴァリア）
- リバースブルー×リバースエンド（モノ）
- リバース:1999（センメルワイス）
- 魔女のふろーらいふ（麦塚葵）
- 箱庭開拓 ハムスターと太陽の里（りなりな）

2025年
- Fate/Grand Order（ビショーネ）
- PROGRESS ORDER（トリシア）
- SDガンダム GGENERATION ETERNAL（エリクト・サマヤ、スレッタ・マーキュリー）
- ToHeart（リメイク版）（神岸あかり）
- ペルソナ5: The Phantom X（佐原海夕）
- スーパーロボット大戦Y（スレッタ・マーキュリー）
- D.C. Re:tune 〜ダ・カーポ〜 リチューン（白河ことり）
- コープスパーティーII Darkness Distortion（七海遥）

### ドラマCD
- 被虐のノエルSEASON 0 〜叛逆〜（2019年、ノエル・チェルクェッティ）
- 一億年ボタンを連打した俺は、気付いたら最強になっていた 〜落第剣士の学院無双〜（2020年、シィ＝アークストリア[115]） - 第4巻ドラマCD付き特装版
- 機動戦士ガンダム 水星の魔女 スペシャルドラマCD（2023年、スレッタ・マーキュリー[116]） - Blu-ray特装限定版封入特典

### 吹き替え

#### アニメ
- ネコのクラちゃん Ordinary days（2025年、シャル オット[117]）

### デジタルコミック
- アルバート家の令嬢は没落をご所望です（2019年、アリシア[118]）
- マイ・ブロークン・マリコ（2020年、マリコ[119]）
- 花野井くんと恋の病（2020年、日生ほたる[120]）
- 姫ヶ崎櫻子は今日も不憫可愛い（2021年、榊雪菜[121]）
- リリィ・リリィ・ラ・ラ・ランド（2022年、門渡サキ[122]）
- アスミカケル（2023年、大牙奈央[123]）
- 推しに認知してもらうためにアイドル始めました。（2024年、文野こまり[124]）

### ラジオ
※はインターネット配信。
- ラジオどっとあい 市ノ瀬加那のいちから！いっせーの!!（2018年、超!A&G+※・AG-ON Premium※）[125]
- TVアニメ『Fairy gone フェアリーゴーン』違法妖精取締ラジオ（2019年 - 2020年、音泉※）[126]
- 社長、ラジオの時間です！シャチラジ！（2020年、音泉※）[127]
- 市ノ瀬加那と長谷川育美の「ふたラジ!!」（2020年、超!A&G+※）[128]
- 機動戦士ガンダム 水星の魔女〜アスティカシア高等専門学園 ラジオ委員会〜（2022年 - 2024年、音泉※）[129]

### インターネット番組
- 市ノ瀬加那のみちのせかい（2020年 - 2021年、ニコニコ生放送）[130]
- 市ノ瀬加那の秘密の部屋（2021年 - 2024年、ニコニコ生放送）[131]
- TYPE-MOON TIMES（2021年、YouTube）[132]

### その他コンテンツ
- 【電撃文庫ボイスドラマ】『三角の距離は限りないゼロ』（2021年、水瀬春珂、水瀬秋玻[133]）
- 【電撃文庫ボイスドラマ】『豚のレバーは加熱しろ』（2021年、ジェス[134]）
- 映画「名付けようのない踊り」紹介番組（テレビ東京、2022年1月放送） - ナレーション
- 転生先が少女漫画の白豚令嬢だった reBoooot! コミックス第3巻特典オーディオドラマ二次元コード（2022年、ブリトニー[135]）
- ボイスドラマ『Extreme Hearts S×S×S』（2022年、ミシェル・イェーガー）
- ガンプラスペシャルCM「HG 1/144 ガンダムエアリアル」（2022年、ナレーション[136]）
- ROBOT魂「ガンダム・エアリアル」コマ撮りCM（2022年、ナレーション[137]）
- 大河内一楼「ゆりかごの星」朗読（2022年）[138]
- 後宮の検屍女官 PV（2022年、桃花[139]）
- 一迅プラス『comic HOWL』創刊PV（2023年、ナレーション[140]）
- 『俺にだけ冷たい友利さんに裏アカ知ってると言ったら？』PV（2023年、ナレーション[141]）
- 『週に一度クラスメイトを買う話』4巻発売記念キャンペーンボイスドラマ（2024年、仙台葉月[142]）
- Club AT-X 夜NA夜NAサタデー E（2024年5月18日 - 、AT-X） - ナレーション

## ディスコグラフィ

### キャラクターソング
| 発売日         | 商品名                                                                                                 | 歌 | 楽曲                                                                        | 備考                                                                            |
| -------------- | --- | --- | --------------------------------------------------------------------------- | ------------------------------------------------------------------------------- |
| 2018年3月28日  | ダーリン・イン・ザ・フランキス エンディング集 vol.1                                                    | XX:me | 「トリカゴ」 「真夏のセツナ」 「Beautiful World」                           | テレビアニメ『ダーリン・イン・ザ・フランキス』エンディングテーマ                |
| 2018年3月28日  | ダーリン・イン・ザ・フランキス エンディング集 vol.1                                                    | イチゴ（市ノ瀬加那） | 「真夏のセツナ（TV Size ver）」                                             | テレビアニメ『ダーリン・イン・ザ・フランキス』関連曲                            |
| 2018年6月27日  | ダーリン・イン・ザ・フランキス エンディング集 vol.2                                                    | XX:me | 「escape」 「ダーリン」                                                     | テレビアニメ『ダーリン・イン・ザ・フランキス』エンディングテーマ                |
| 2020年6月17日  | おやすみ                                                                                               | ユトリア（市ノ瀬加那） | 「おやすみ」                                                                | テレビアニメ『社長、バトルの時間です！』エンディングテーマ                      |
| 2020年6月17日  | おやすみ                                                                                               | ユトリア（市ノ瀬加那） | 「Mighty Work」                                                             | テレビアニメ『社長、バトルの時間です！』関連曲                                  |
| 2022年7月6日   | くノ一ツバキの胸の内 あかね組音楽集                                                                    | タチアオイ（市ノ瀬加那）、ヒグルマ（峯田茉優）、ハギ（近藤玲奈） | 「あかね組活動日誌 〜子班〜」                                               | テレビアニメ『くノ一ツバキの胸の内』エンディングテーマ                          |
| 2022年7月6日   | くノ一ツバキの胸の内 あかね組音楽集                                                                    | あかね組ねうしとらうたつみうまひつじさるとりいぬい | 「あかね組活動日誌 〜ねうしとらうたつみうまひつじさるとりいぬい大集合！〜」 | テレビアニメ『くノ一ツバキの胸の内』エンディングテーマ                          |
| 2022年9月4日   | - | 葉山陽和（野口瑠璃子）、ミシェル・イェーガー（市ノ瀬加那） | 「青空に逢えるよ（feat.Michelle）」                                         | テレビアニメ『Extreme Hearts』挿入歌                                            |
| 2022年10月5日  | Extreme Hearts キャラクターソングアルバム「BEST 4 U」                                                  | Snow Wolf | 「Hydrangea」                                                               | テレビアニメ『Extreme Hearts』挿入歌                                            |
| 2022年10月5日  | Extreme Hearts キャラクターソングアルバム「BEST 4 U」                                                  | 葉山陽和（野口瑠璃子）、小鷹咲希（岡咲美保）、前原純華（優木かな）、橘雪乃（福原綾香）、小日向理瀬（小澤亜李）、ミシェル・イェーガー（市ノ瀬加那）、アシュリー・ヴァンクロフト（瀬戸麻沙美） | 「無限大の魔法」                                                            | テレビアニメ『Extreme Hearts』挿入歌                                            |
| 2022年10月5日  | Extreme Hearts キャラクターソング ソロバージョン                                                       | ミシェル・イェーガー（市ノ瀬加那） | 「Hydrangea」 「無限大の魔法」                                              | テレビアニメ『Extreme Hearts』関連曲                                            |
| 2022年11月16日 | Do It Yourself!! ‐どぅー・いっと・ゆあせるふ‐ Theme Songs                                              | 潟女DIY部! | 「どきどきアイデアをよろしく！」                                            | テレビアニメ『Do It Yourself!! -どぅー・いっと・ゆあせるふ-』オープニングテーマ |
| 2022年11月16日 | Do It Yourself!! ‐どぅー・いっと・ゆあせるふ‐ Theme Songs                                              | せるふとぷりん | 「続く話」                                                                  | テレビアニメ『Do It Yourself!! -どぅー・いっと・ゆあせるふ-』エンディングテーマ |
| 2023年10月25日 | THE IDOLM@STER CINDERELLA MASTER Dreamy Anniversary ＆ Next Chapter                                    | THE IDOLMASTER CINDERELLA GIRLS Stage for Cinderella groupB BEST5! | 「Next Chapter」                                                            | ゲーム『アイドルマスター シンデレラガールズ スターライトステージ』関連曲        |
| 2023年10月25日 | THE IDOLM@STER CINDERELLA MASTER Dreamy Anniversary ＆ Next Chapter                                    | ライラ（市ノ瀬加那） | 「お願い！シンデレラ（M@STER VERSION）」                                    | ゲーム『アイドルマスター シンデレラガールズ スターライトステージ』関連曲        |
| 2023年10月25日 | メメントモリ Lament Collection Vol.1                                                                   | ミミ（市ノ瀬加那） | 「12じの鐘がなる」                                                          | ゲーム『メメントモリ』キャラクター専用曲                                        |
| 2023年10月25日 | あやかしトライアングル 2 Blu-ray&DVD完全生産限定版 特典CD                                              | 花奏すず（市ノ瀬加那） | 「Cream Dream Parfait」                                                     | テレビアニメ『あやかしトライアングル』関連曲                                    |
| 2024年1月3日   | Side Project! 01                                                                                       | 五代利奈（市ノ瀬加那） | 「最終電車」                                                                | テレビアニメ『Turkey!』関連曲                                                   |
| 2024年1月3日   | Side Project! 01                                                                                       | Turkey! - 長野県一刻館高校ボウリング部 | 「神々LOOKS YOU」                                                           | テレビアニメ『Turkey!』関連曲                                                   |
| 2024年2月28日  | あやかしトライアングル 6 Blu-ray&DVD完全生産限定版 特典CD                                              | 風巻祭里♀（富田美憂）、花奏すず（市ノ瀬加那） | 「Heart wrench♡マイニング」                                                 | テレビアニメ『あやかしトライアングル』関連曲                                    |
| 2024年6月19日  | THE IDOLM@STER CINDERELLA GIRLS STARLIGHT MASTER HEART TICKER! 07 ワタシ御伽ばなシ                     | ライラ（市ノ瀬加那）、古賀小春（小森結梨）、喜多日菜子（深川芹亜）、双葉杏（五十嵐裕美）、森久保乃々（高橋花林）                                                                             | 「ワタシ御伽ばなシ（M@STER VERSION）」                                      | ゲーム『アイドルマスター シンデレラガールズ スターライトステージ』関連曲        |
| 2024年6月19日  | THE IDOLM@STER CINDERELLA GIRLS STARLIGHT MASTER HEART TICKER! 07 ワタシ御伽ばなシ                     | ライラ（市ノ瀬加那） | 「ワタシ御伽ばなシ（M@STER VERSION）」                                      | ゲーム『アイドルマスター シンデレラガールズ スターライトステージ』関連曲        |
| 2024年6月26日  | ヴァンパイア男子寮エンディングソングアルバム「またあした」                                             | 山本美人（市ノ瀬加那） | 「また あした」                                                             | テレビアニメ『ヴァンパイア男子寮』エンディングテーマ                            |
| 2024年6月26日  | ヴァンパイア男子寮エンディングソングアルバム「またあした」                                             | 山本美人（市ノ瀬加那）、早乙女ルカ（土岐隼一） | 「また あした」                                                             | テレビアニメ『ヴァンパイア男子寮』エンディングテーマ                            |
| 2024年6月26日  | ヴァンパイア男子寮エンディングソングアルバム「またあした」                                             | 山本美人（市ノ瀬加那）、二階堂蓮（梅原裕一郎） | 「また あした」                                                             | テレビアニメ『ヴァンパイア男子寮』エンディングテーマ                            |
| 2024年7月5日   | Side Project! 02                                                                                       | 五代利奈（市ノ瀬加那） | 「金木犀の夜」                                                              | テレビアニメ『Turkey!』関連曲                                                   |
| 2024年7月5日   | Side Project! 02                                                                                       | Turkey! - 長野県一刻館高校ボウリング部 | 「サマータイムシンデレラ」                                                  | テレビアニメ『Turkey!』関連曲                                                   |
| 2024年11月13日 | THE IDOLM@STER CINDERELLA GIRLS STARLIGHT MASTER HEART TICKER! 11 バラカストーリア～月と太陽に祝福を～ | ナターリア（生田輝）、ライラ（市ノ瀬加那） | 「バラカストーリア～月と太陽に祝福を～（M@STER VERSION）」                  | ゲーム『アイドルマスター シンデレラガールズ スターライトステージ』関連曲        |
| 2024年11月13日 | THE IDOLM@STER CINDERELLA GIRLS STARLIGHT MASTER HEART TICKER! 11 バラカストーリア～月と太陽に祝福を～ | ライラ（市ノ瀬加那） | 「バラカストーリア～月と太陽に祝福を～（M@STER VERSION）」                  | ゲーム『アイドルマスター シンデレラガールズ スターライトステージ』関連曲        |
| 2025年6月25日  | TVアニメ『紫雲寺家の子供たち』音楽歌集「Sibphony:)」                                                   | 紫雲寺家の子供たち | 「LIKE YOU o(>< = ><)o LOVE YOU?」                                          | テレビアニメ『紫雲寺家の子供たち』エンディングテーマ                            |

### その他参加楽曲
| 発売日         | 商品名                    | 歌                   | 楽曲                                   | 備考                                                       |
| -------------- | ------------------------- | -------------------- | -------------------------------------- | ---------------------------------------------------------- |
| 2023年8月16日  | 厭わない EP               | 富田美憂、市ノ瀬加那 | 「厭わない feat. 富田美憂,市ノ瀬加那」 | テレビアニメ『あやかしトライアングル』エンディングテーマ   |
| 2023年11月22日 | CrosSing Collection vol.3 | 市ノ瀬加那           | 「君よ 気高くあれ」                    | カバーソングプロジェクト『CrosSing - Music＆Voice-』関連曲 |

## 書籍
- 『加那えたい、ゆめ 市ノ瀬加那ファーストBOOK』（2024年9月、ホビージャパン）ISBN 978-4798634791

## ライブ・イベント

### 合同ライブ
| 公演日        | タイトル                                          | 会場                               |
| ------------- | ------------------------------------------------- | ---------------------------------- |
| 2023年9月10日 | THE IDOLM@STER CINDERELLA GIRLS Shout out Live!!! | 愛知県国際展示場 ホールA（愛知県） |